# إلين فيلدمان
إلين فيلدمان (بالإنجليزية: Ellen Feldman)‏‏ (1941 في نيوجيرسي - ) روائية من الولايات المتحدة.

## الجوائز
- زمالة غوغنهايم